# Argyreia involucrata
Argyreia involucrata är en vindeväxtart som beskrevs av Charles Baron Clarke. Argyreia involucrata ingår i släktet Argyreia och familjen vindeväxter. Inga underarter finns listade i Catalogue of Life.